# Residencial del Bosque
Residencial del Bosque är en ort i Mexiko.   Den ligger i kommunen Veracruz och delstaten Veracruz, i den sydöstra delen av landet, 300 km öster om huvudstaden Mexico City. Residencial del Bosque ligger 34 meter över havet och antalet invånare är 103.
Terrängen runt Residencial del Bosque är platt. Runt Residencial del Bosque är det ganska tätbefolkat, med 230 invånare per kvadratkilometer. Närmaste större samhälle är Veracruz, 10,3 km nordost om Residencial del Bosque. Trakten runt Residencial del Bosque består till största delen av jordbruksmark.